# Bethnal Green (stacja metra)
Bethnal Green Station jest stacją londyńskiego metra położoną na trasie Central Line w dzielnicy Bethnal Green, we wschodnim Londynie. Znajduje się pomiędzy stacjami Liverpool Street i Mile End, w drugiej strefie biletowej. Powstała w ramach długoterminowego planu rozbudowy linii Central Line na wschód 4 grudnia 1946 roku.
Rocznie stacja obsługuje 15,06 miliona pasażerów.

## Tragedia w czasie II wojny światowej
Budowa stacji rozpoczęła się w latach 30. i w czasie wybuchu II wojny światowej tunele w większości były ukończone. W okresie nalotów Blitz stacja służyła jako schron przy atakach z powietrza. 3 marca 1943 roku brytyjska prasa poinformowała o ciężkim nalocie Royal Air Force na Berlin, który miał miejsce dwa dni wcześniej. O 20:27 zawyły syreny, mieszkańcy Bethnal Green ruszyli w kierunku stacji, kiedy w pobliskim Victoria Park żołnierze brytyjscy odpalili pociski rakietowe z nowych wyrzutni przeciwlotniczych. Broń była tajna, a nieznane i niespodziewane odgłosy eksplozji wywołały panikę. W chaosie ponad 300 ludzi usiłowało dostać się na niewielką stację, w wyniku zadeptania lub uduszenia 172 osoby zginęły na miejscu i jedna w szpitalu (w tym 62 dzieci).
Tragedia ta była największą, pod względem liczby ofiar, w brytyjskiej historii II wojny światowej oraz w historii londyńskiego metra.

## Połączenia
Stacja obsługiwana jest przez linie autobusowe 8, 106, 254, 309, 388, D3, D6, N8 i N253.